# Wayuus
Os wayuu [wajuː] ou uaiús, também chamados guajiros, são um grupo étnico ameríndio da península, sobre o mar do Caribe, que habitam principalmente no departamento de La Guajira na Colômbia e no estado do Zulia na Venezuela. Seu idioma próprio faz parte da família linguística maipureana ou arauaque.

## História

### Rebelião na Guajira

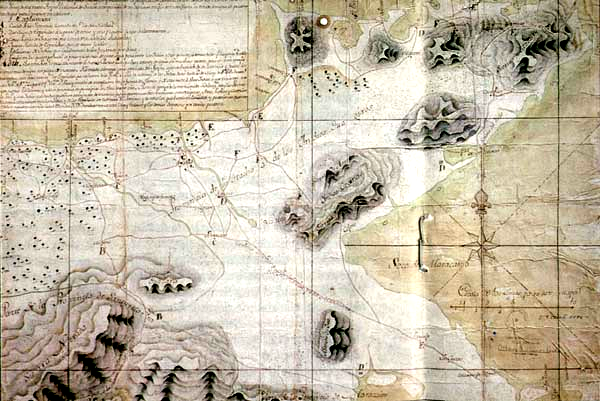
Mapa de La Guajira em 1769

Embora os Wayuu nunca tenham sido subjugados pelos espanhóis, os dois grupos mantiveram um estado de guerra, de forma mais ou menos permanente. Houve rebeliões em 1701 (quando destruíram uma missão capuchinha), em 1727 (quando mais de 2.000 nativos atacaram os espanhóis), em 1741, 1757, 1761 e 1768. Em 1718, o governador Soto de Herrera os chamou de "bárbaros, ladrões de cavalos, dignos de morte, sem Deus, sem lei e sem rei". De todos os povos indígenas do território da Colômbia, eles foram únicos por terem aprendido a utilizar armas de fogo e cavalos.
Em 1769, os espanhóis capturaram 22 Wayuu para forçá‑los a trabalhar na construção das fortificações de Cartagena. Em reação, em 2 de maio de 1769, em El Rincón, próximo a Rio da Hacha, os Wayuu incendiaram a aldeia, queimando a igreja e dois espanhóis que nela haviam se refugiado. Também capturaram o padre. Imediatamente, os espanhóis despacharam uma expedição a partir de El Rincón para capturar os Wayuu. Essa força foi liderada por José Antonio de Sierra, um mestiço que também havia comandado o grupo que capturou os 22 guajiro. Eles o reconheceram e forçaram seu grupo a se refugiar na casa do pároco, a qual então incendiaram. Sierra e oito de seus homens foram mortos.
Esse sucesso logo se espalhou por outras áreas dos guajiro, e mais homens aderiram à revolta. Segundo Messía, no auge havia 20.000 Wayuu armados. Muitos possuíam armas de fogo adquiridas de contrabandistas ingleses e holandeses, às vezes até dos próprios espanhóis. Tais armamentos possibilitaram que os rebeldes tomassem quase todos os assentamentos da região, os quais incendiaram. De acordo com as autoridades, mais de 100 espanhóis foram mortos e muitos outros feitos prisioneiros. Vários rebanhos também foram tomados pelos rebeldes. Os espanhóis que puderam se refugiar em Rio da Hacha enviaram mensagens urgentes para Maracaibo, Valle de Upar, Santa Marta e Cartagena. Esta última enviou 100 tropas. Os próprios rebeldes não eram unificados; parentes de Sierra entre os Wayuu pegaram em armas contra os rebeldes para vingar sua morte. Os dois grupos de nativos lutaram em La Soledad. Esse confronto e a chegada de reforços espanhóis fizeram com que a rebelião enfraquecesse, mas não antes dos guajiro recuperarem grande parte do território.

### Trabalho forçado
Em muitas áreas rurais da Venezuela colonial, os abusos – e, na maioria dos casos, a Servidão por dívida dos Wayuu – tornaram-se rampantes, mesmo após a proibição da escravidão indígena nos territórios coloniais espanhóis pelas Novas Leis de 1542.
Em 1771, uma força espanhola enviada de Cartagena para reprimir a insurgência indígena na Península da Guajira deparou-se com um exército temível, armado com armas britânicas. Além de manter conexões com comerciantes britânicos e holandeses, os Wayuu trocavam pérolas e pau‑brasil com esses comerciantes em troca de escravos contrabandeados. De fato, os chefes Wayuu Pablo Majusares e Toribio Caporinche possuíam, cada um, oito escravos africanos. Até que a independência da Venezuela se tornasse oficial, os Wayuu permaneceram como uma ameaça constante e autônomos dos espanhóis, com sequestros ocorrendo ocasionalmente de ambos os lados. Quando questionados sobre as leis já implementadas relativas aos abusos indígenas em território espanhol, os oficiais espanhóis respondiam às preocupações quanto ao uso de cativos como escravos afirmando ser "justo", alegando que a beligerância permitia uma compensação.
A independência da Venezuela foi declarada em 1811, mas só foi plenamente alcançada em 1821, quando Simón Bolívar liderou a Guerra da Independência da Venezuela. A eliminação da servidão por dívida na Venezuela não foi oficialmente encerrada até 1854, quando o presidente José Gregorio Monagas (1851–1855) prometeu aos proprietários de terra uma compensação pela liberação de seus supostos trabalhadores "invaliosos" em razão do avanço da idade.
De 1880 a 1936, áreas locais continuaram a explorar trabalhadores indígenas, já que o governo venezuelano concentrava a maior parte de suas atenções nas grandes cidades. A tradição oral do povo Wayuu sugere que ser enganado para o trabalho forçado acontecia com frequência. Os Wayuu buscavam cada vez mais participar da economia do trabalho assalariado e eram oferecido transporte gratuito para outros assentamentos para trabalho remunerado, apenas para serem levados a locais onde trabalhavam sem remuneração. Há também indícios de que autoridades locais venezuelanas ordenavam a invasão de vilarejos dos Wayuu, onde os seus habitantes eram capturados. Afrodescendentes eram trazidos de países como Cuba, pois muitos proprietários de terra sentiam que precisavam de mais trabalhadores e a oferta de cativos Wayuu era limitada. Com o sistema de hacienda ainda em vigor e a terra venezuelana predominantemente agrícola, os cativos eram geralmente enviados para trabalhar na agricultura.
A resistência variava regionalmente, conforme o grau de controle que os proprietários exerciam sobre seus trabalhadores. Essa resistência emergia da convergência das aspirações dos trabalhadores Wayuu e afro‑venezuelanos. As formas de resistência incluíam fugas, petições aos governos locais ou pedidos de ajuda a países estrangeiros – a Colômbia sendo um exemplo marcante. Ao fugir, muitos Wayuu desconheciam a geografia, o que, na maioria dos casos, resultava na perda dos fugitivos. Nesses casos, eles acabavam morrendo de doença ou fome, ou eram recapturados pelos seus proprietários. Quando realizadas petições coletivas, houve sucesso em algumas regiões; entretanto, na maioria dos casos, apenas indivíduos Wayuu eram libertados, enquanto o restante dos afro‑venezuelanos e outros Wayuu permaneciam cativos. Esse controle dissipou-se gradualmente ao longo do tempo, especialmente após a morte do governante Juan Vicente Gómez (1908–1935).
Em 1936, o general Eleazar López Contreras (1935–1941), sucessor de Gómez, enviou funcionários do governo para regiões rurais com o objetivo de interromper a servidão por dívida tanto de afro‑venezuelanos quanto de Wayuu. Embora o trabalho forçado envolvendo povos indígenas não tenha cessado na Venezuela até a década de 1950, a dependência do trabalho forçado dos guajiro diminuiu a partir de 1936.

### Processo de evangelização

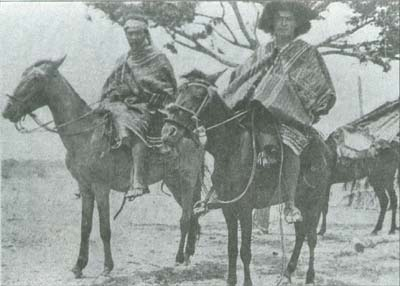
Wayuu montando cavalos, 1928

O processo de evangelização do povo Wayuu foi reiniciado em 1887 com o retorno dos Frades capuchinhos sob a liderança do reverendo frade José María de Valdeviejas. Em 1905, o Papa Pio X criou o Vicariato de La Guajira com o frade Atanasio Vicente Soler y Royo como primeiro vigário, numa tentativa de "civilizar" o povo Wayuu.
Os frades, então, criaram orfanatos para crianças Wayuu, começando pelo orfanato La Sierrita, construído nas montanhas da Sierra Nevada de Santa Marta em 1903, seguido pelo orfanato San Antonio, localizado às margens do Rio Calancala em 1910, e pelo orfanato Nazareth, nas montanhas da Serrania de Macuira, em 1913, exercendo influência direta sobre as Rancherías de Guarrachal, El Pájaro, Carazúa, Guaraguao, Murumana, Garra patamana e Karraipía, com Nazareth exercendo certo controle sobre as rancherías de Taroa, Maguaipa, Guaseipá e Alpanapause. Os frades visitavam constantemente os assentamentos, convidando os Wayuu a participarem da missa. As crianças Wayuu nos orfanatos eram educadas com os costumes europeus tradicionais. Os conflitos entre o povo Wayuu e o governo colombiano diminuíram desde então. Em 1942, Uribia celebrou o Natal e a Véspera de Ano Novo pela primeira vez.

## Organização e cultura
Sociedade organizada em  E'iruku ou clães. Na etnia Wayú existe a autoridade tradicional e um sistema autóctone de administração da justiça em que se destaca o pütchipü ou pütche'ejachi, ou seja, o portador da palavra (tagarel), que resolve os conflitos entre clãs diferentes.
A família é matrilinear estendida. É o alaula ou tio materno mais velho de que exerce autoridade. Os parentes da linha paterna, "segundo o sangue", são reconhecidos como oupayu, 25 aliados com os quais se espera a solidariedade ou o trabalho conjunto yana'ma.
Existem pelo menos 30 clãs, entre os quais estão o Ulewana, Epieyú, Uriana, Ipuana, Pushaina, Epinayú, Jasayú, Arpushana, Jarariyú, Wouriyú, Urariyú, Sapuana, Jinnu, Sijona, Pausayú, Uchayarwor'u, Uriyú, Warpushana, Wor, Pipishana e Toctouyú. O maior percentual da população encontra-se nos clãs Epieyú, Uriana e Ipuana.
Antes do casamento, o noivo deve chegar a um acordo com os pais da noiva em uma reunião chamada ápajá e entregar a eles a quantidade de gado e joias que combinarem. A mulher fica em casa e é um símbolo de respeito e união. Vivem em rancherías (piichipala ou miichipala), pequenas comunidades distantes umas das outras, formadas por grupos de parentes próximos ao clã. 
Um personagem de grande importância em cada comunidade é o piachi', que adquiriu sua força espiritual por meio de sua experiência visionária e das virtudes concedidas durante os sonhos ou transes que são interpretados como a incorporação de um espírito Seyuu protetor, pelo qual é chamado a curar. 
Os espíritos se comunicam com os humanos vivos em sonhos. Maleiea é o criador, e Pulowi a mulher primitiva; Yoruja, os espíritos errantes dos mortos. Os Wayús acreditam que após a morte vão para Jepirá, o Cabo de la Vela, um lugar de felicidade onde descansam até depois do segundo velório, quando os restos mortais são exumados para levá-los a um local definitivo. O espírito do falecido caminha para a eternidade.
As diferentes atividades diárias, festividades e rituais envolvem amplamente o uso da música tradicional. O trabalho de pastagem é acompanhado por música produzida por flautas ou canutilhas, os apitos feitos a partir de elementos do ambiente como o limão seco são usados na pecuária.

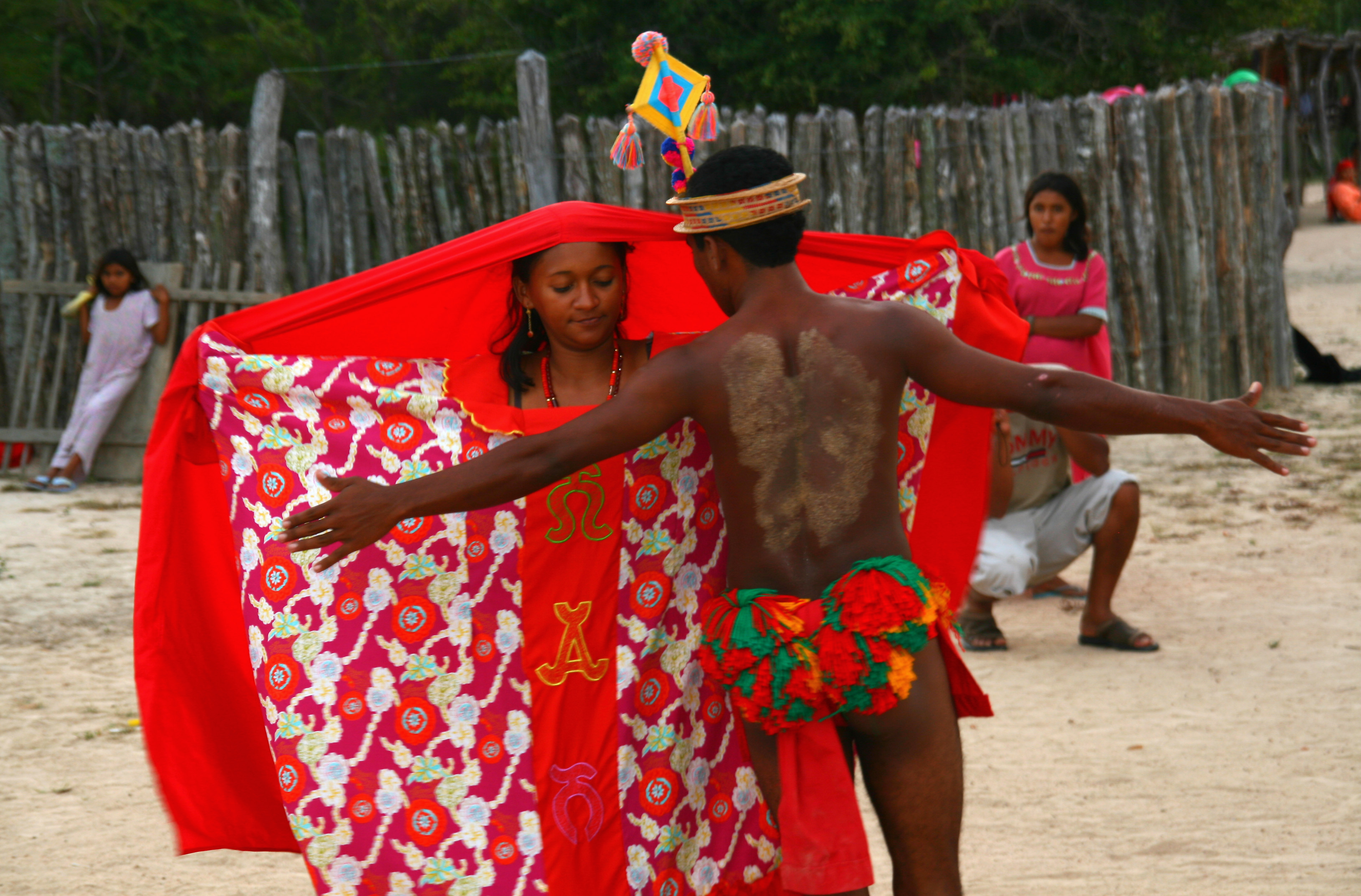
Dança da chicha maia.

A dança autóctone yocna ou yonna (conhecida como chicha maya), é utilizada em celebrações relacionadas ao desenvolvimento da mulher e envolve diferentes pasos, movimentos corporales, expressões faciais e etapas em que ela avança ao ritmo do tambor, perseguindo e desafiando o homem, que volta tentando não cair. Os principais instrumentos que utilizam são flautas, apitos e tambores.
O cántico tradicional  Jayeechi  é interpretado como uma prática cotidiana e como um reprodutor da história Wayú, preservada pela tradição oral e a memória coletiva. Jayeechimajachi e Jayeechimajana é o poeta da oralidade wayú, que dominam esses cánticos e os instrumentos musicais.

O conhecimento retido na memória foi passando de geração em geração para ser captado pelas mãos dos Wayús em inúmeros objetos tecidos de singular beleza e funcionalidade, realizados nas mais diversas técnicas, formas e cores.

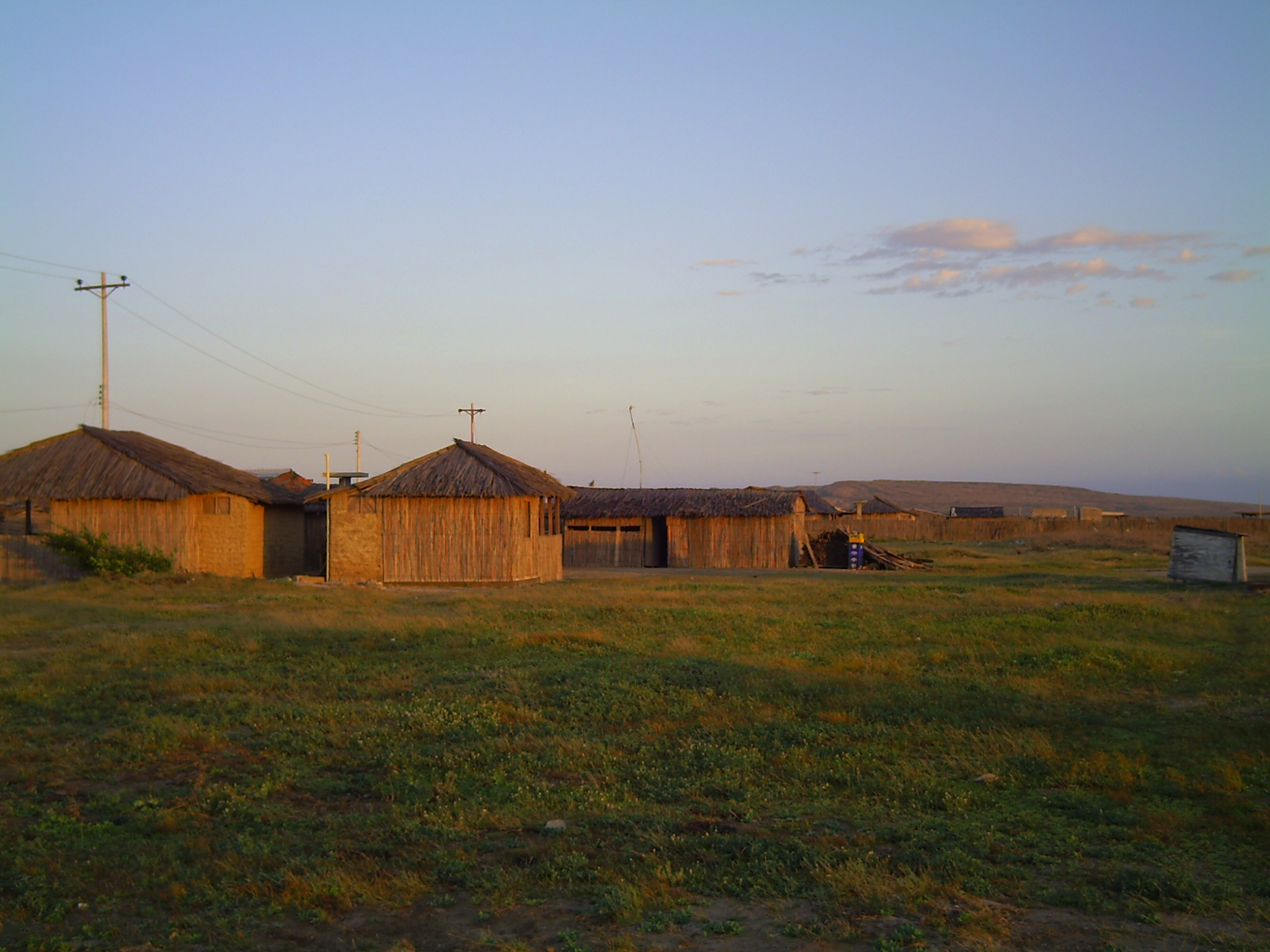
Uma ranchería Wayuu

Um assentamento tradicional Wayuu é composto por cinco ou seis casas que formam os caseríos ou Rancherías. Cada ranchería é nomeada em homenagem a uma planta, animal ou localidade geográfica. Um território que abriga muitas rancherías recebe o nome do sobrenome materno; isto é, a sociedade é matrilinear. As rancherías onde os Wayuu se reúnem costumam ser isoladas e distantes umas das outras para evitar a mistura de seus rebanhos de Cabras.
A casa típica é uma pequena estrutura denominada piichi ou miichi, geralmente dividida em dois cômodos, com Redes para dormir e guardar pertences pessoais, como bolsas ou mochilas confeccionadas em fibra acrílica e cerâmica para armazenar água.
A cultura Wayuu é conhecida pela confecção das mochilas Wayuu. Existem diversos estilos de mochilas. Um susu é uma mochila tipicamente com 20–30 cm de largura e 35 cm de altura, utilizada para guardar itens pessoais e de trabalho. Característicos dos tecidos são os padrões decorativos inspirados na natureza e no entorno cultural.

Os Kanaasü, uma coleção de antigos padrões e desenhos Wayuu

Os alojamentos são, em geral, retangulares ou semicirculares. Próximo à casa principal encontra-se uma área comum denominada luma ou enramada, semelhante a uma Sala de estar, porém quase ao ar livre. Constituída por seis pilares e um telhado plano, é utilizada para as atividades cotidianas, recepção de visitantes e para negócios. Os membros da família penduram suas Redes ali para a sesta ao meio‑dia.
Tradicionalmente, as paredes são feitas de yotojoro – uma técnica de Taipa (wattle and daub) utilizando Barro, Palha e canas secas –, embora alguns Wayuu atualmente utilizem construções mais modernas com Cimento e outros materiais. O material preferido para cobertura e para o trabalho com a madeira do yotojoro é o cacto espada (Stenocereus griseus), que os Wayuu denominam yosú. Originalmente, o termo yotojoro referia‑se à madeira interna, semelhante à cana, do cacto yosú. Essa planta é empregada para diversas finalidades: é cultivada para formar Cercas vivas ao redor de Pastos; os brotos jovens servem de alimento para Cabras; seu fruto (iguaraya) é semelhante à Pitahaya e é bastante consumido entre os Wayuu. Devido à demanda sazonal por yosú – tanto para alimentação quanto para obtenção de madeira –, em determinados períodos há pouca disponibilidade de fruto, material de construção ou mesmo de ramos para cercas. Dessa forma, foi proposta a criação de técnicas para que os Wayuu a cultivem. Devido à variação no suprimento de madeira de yosú para construção, utilizam‑se também outras plantas, entre as quais trupillo ou turpío (Prosopis juliflora), jattá (Haematoxylum brasiletto), kapchip (Capparis zeylanica) e kayush (Cereus repandus).

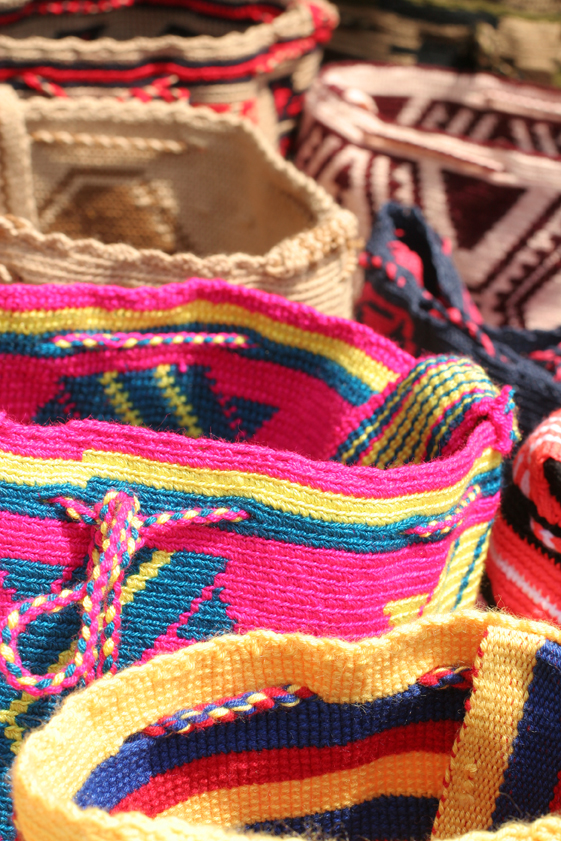
Mochilas Wayuu artesanais de crochê

### Música e danças
A música tradicional Wayuu está intimamente ligada à economia e à vida social. Por exemplo, cantam para seus rebanhos. Utilizam a música também em encontros, celebrações e em rituais de luto durante funerais. A Yonna é uma dança tradicional empregada para homenagear os convidados.
As meninas aprendem uma dança que está no cerne do Majayura, o rito de passagem da "jovem virgem Wayuu". Devem dançar um baile de cortejo com pretendentes. Com a cabeça coberta e vestindo um xale e um vestido de tecido, a menina dança para frente com passos pequenos e braços estendidos, esvoaçando como um pássaro, dentro de um círculo formado pelos moradores da aldeia. O rapaz dança para trás, aproximando‑se e recuando enquanto circulam, até que finalmente cai no chão. Os homens adultos tocam tambores e outros instrumentos musicais tradicionais em volta dos dançarinos. Se um homem é respeitado em seu clã e aceito, deve pagar dote à mãe da menina e aos parentes masculinos – esse dote costumava ser oferecido na forma de cabras e ovelhas para o sustento do clã.
Entre os instrumentos musicais tradicionais destacam‑se o kashi, o sawawa (um tipo de flauta), o ma'asi, o totoy e o taliraai (flauta tubular), bem como o wootoroyoi (um tipo de clarinete), entre outros.

### Indústria artesanal Wayuu
As mulheres Wayuu aprendem a tecer desde muito cedo. Os Wayuu são descendentes dos povos Caribe e Arawak, amplamente conhecidos por sua forte tradição de tecelagem, a qual continuam a manter.
Diz‑se que os Wayuu aprenderam a tecer graças a uma aranha mítica chamada Walekeru. Essa aranha criava peças mágicas utilizando fios produzidos por sua boca e foi ela quem ensinou todas as mulheres Wayuu a fazer crochê – confeccionando redes para dormir, cintos para os homens, sapatos, pulseiras e mochilas Wayuu de diversos tamanhos e com variados métodos de crochê para diferentes finalidades. Atualmente, a habilidade de fazer crochê tornou‑se a principal fonte de renda da comunidade Wayuu.
Tradicionalmente, as mochilas Wayuu não eram tão vibrantes e coloridas como as atuais. O algodão, que era cultivado na região de La Guajira, permitia que as mochilas fossem confeccionadas com fibras naturais, tingidas com plantas e elementos do meio ambiente, adquirindo tons de marrom, vermelho e outras cores naturais.
Hoje, existe a ideia equivocada de que as mochilas Wayuu são feitas de algodão. Entretanto, todas as peças de crochê da comunidade são confeccionadas com fios acrílicos de empresas como a Miratex, os quais oferecem cores vibrantes que não se desgastam facilmente com o tempo, ao contrário das fibras naturais.
A tecelagem e o crochê compõem uma grande parte do cotidiano, especialmente entre as mulheres. A maioria das mulheres atualmente tece ou o fará em algum momento de sua vida. Os homens também participam dessa indústria, fabricando as alças, fornecendo os materiais e transportando os produtos para os centros urbanos. A tribo produz milhões de produtos artesanais de alta qualidade a cada ano. Essa indústria artesanal desempenha um papel vital na economia local, e o povo é especialmente conhecido pela mochila Wayuu ou Wayuu Bag.
Atualmente, as mochilas Wayuu são o artesanato mais exportado de toda a Colômbia.

## Economia

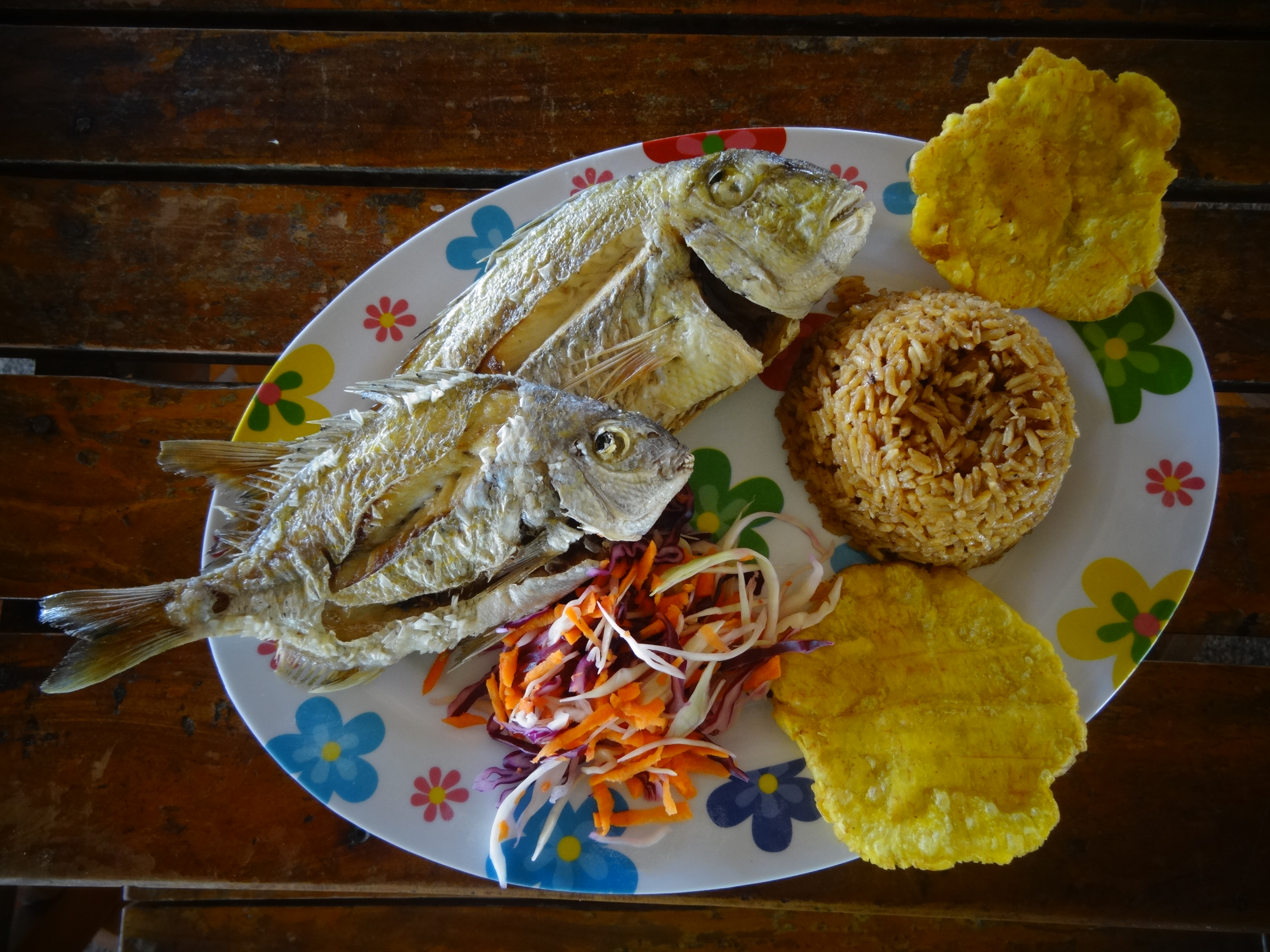
Prato de almoço típico Wayuu.

Os ancestrais se dedicavam à caça, a pesca e a coleta, e no sul da península também praticavam a horticultura. A casa era comunal, em forma de maloca.
Embora o contato com os conquistadores europeus data do século XVI, os Wayús não foram conquistados até o século XIX. A intervenção europeia, no entanto, significou a perda da maioria das terras agrícolas e de caça que os Wayús compensaram com o pastoreio das espécies introduzidas, especialmente cabras e, em menor medida, bovinos. Conflitos frequentes ocorreram sobre a política europeia de controlar a pesca de pérolas realizada pelos nativos.
Os Wayu se refugiarão não deserto e aproveitando os confrontos e as fronteiras entre os espanhóis, os holandeses e os ingleses, desenvolveram uma intensa atividade comercial, que ampliaram depois da independência da Colômbia e da Venezuela.
Atualmente, dedica-se especialmente ao pastoreio de cabras. Os bovinos são considerados de maior valor, mas sua criação está muito limitada pelas condições ambientais. Cada clã possui uma marca de ferro, pois o gado é marcado com seu respetivo  símbolo. As cabras (kaa'ulaa) ou chivos, registram o maior número de cabeças e são cuidadas em rebanhos de 100 a 150 animais, às vezes muitos mais. Anteriormente, eles se dedicavam à criação de cavalos, burros e mulas, mas nos últimos anos as epidemias e a falta de agua dizimaram essas espécies.
Entre os Wayú, anteriormente o gado era a principal riqueza e também o principal motivo de prestígio e lucro. Embora tenha sido negociado com ele, era trocado de forma não comercial: para selar uma aliança matrimonial, como um direito a um filho ou para indenizar por danos ou crimes  e resolver conflitos. Além disso, o pastor associava seu gado aos rituais que marcavam seu ciclo de vida. Sempre que possível, ele tem uma pequena horta chamada apain, onde plantam milho, feijão, mandioca, pepino, abóbora, melão e melancia, sem poder girar ou variar as safras, devido ao clima.

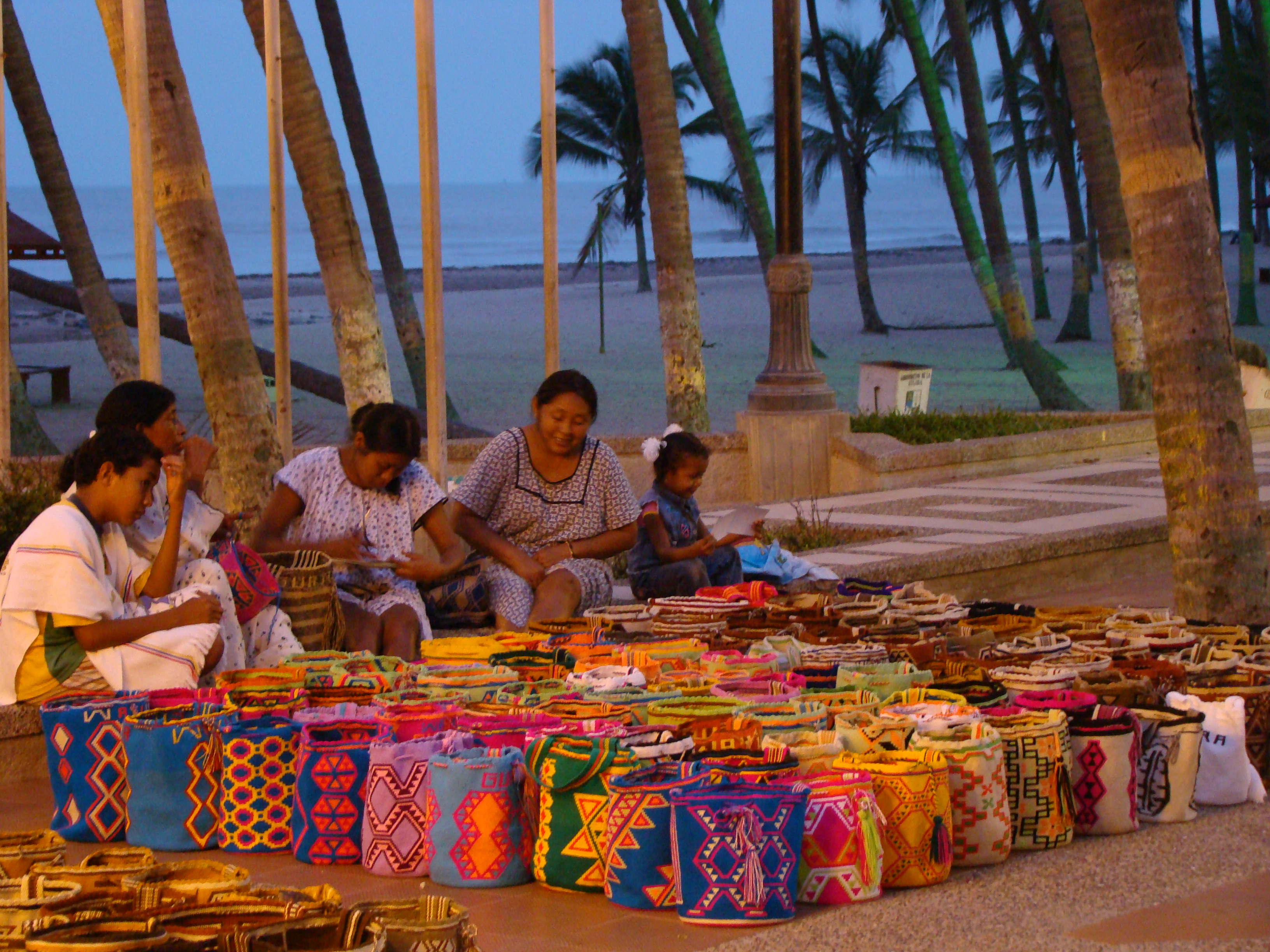
Artesanatos wayú vendidos em Riohacha.

A economia é mista, pois também requer outros tipos de atividades econômicas, como pesca, comércio, produção têxtil artesanal, e cerâmica. Também têm tido que praticar trabalho assalariado nas fazendas, nas minas de carvão como El Cerrejón, mina gigante a céu aberto que conste milhões de litros de agua diarios, entregada primeiro à Exxon, comprada pela Xstrata, atualmente propriedade da Glencore, e El Guasare, sob o controle do governo venezuelano.) Outros Wayú trabalham no aproveitamento do talco e do dividivi (Caesalpinia coriaria). Além disso, tem a Cooperativa Ayatawacoop sob controle indígena, a comercialização de combustíveis e derivados de petróleo onde existem aproximadamente 1.200 associados da cooperativa e 80% são indígenas ou no setor de serviços. É frequente o contrabando pelas trilhas que unem Colômbia e Venezuela, por ar e por mar.

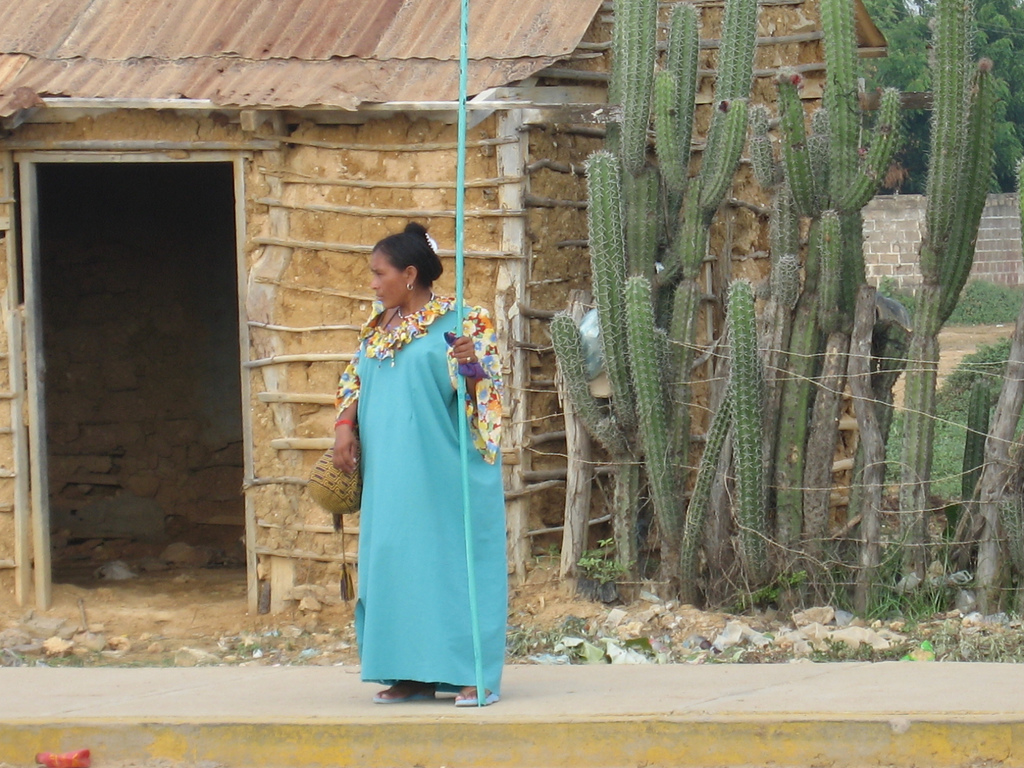
Mulher wayuu em Manaure, Guajira (Colômbia).

A exploração do sal marinho em Manaure foi realizada antes da chegada dos europeus. Primeiro o reino espanhol e depois o estado colombiano exploraram as salinas e vários Wayú tornaram-se assalariados nelas, embora outros mantivessem explorações artesanais próprias. Há um conflito jurídico e social e pelo controle e utilidades da produção do sal.

## Demografia

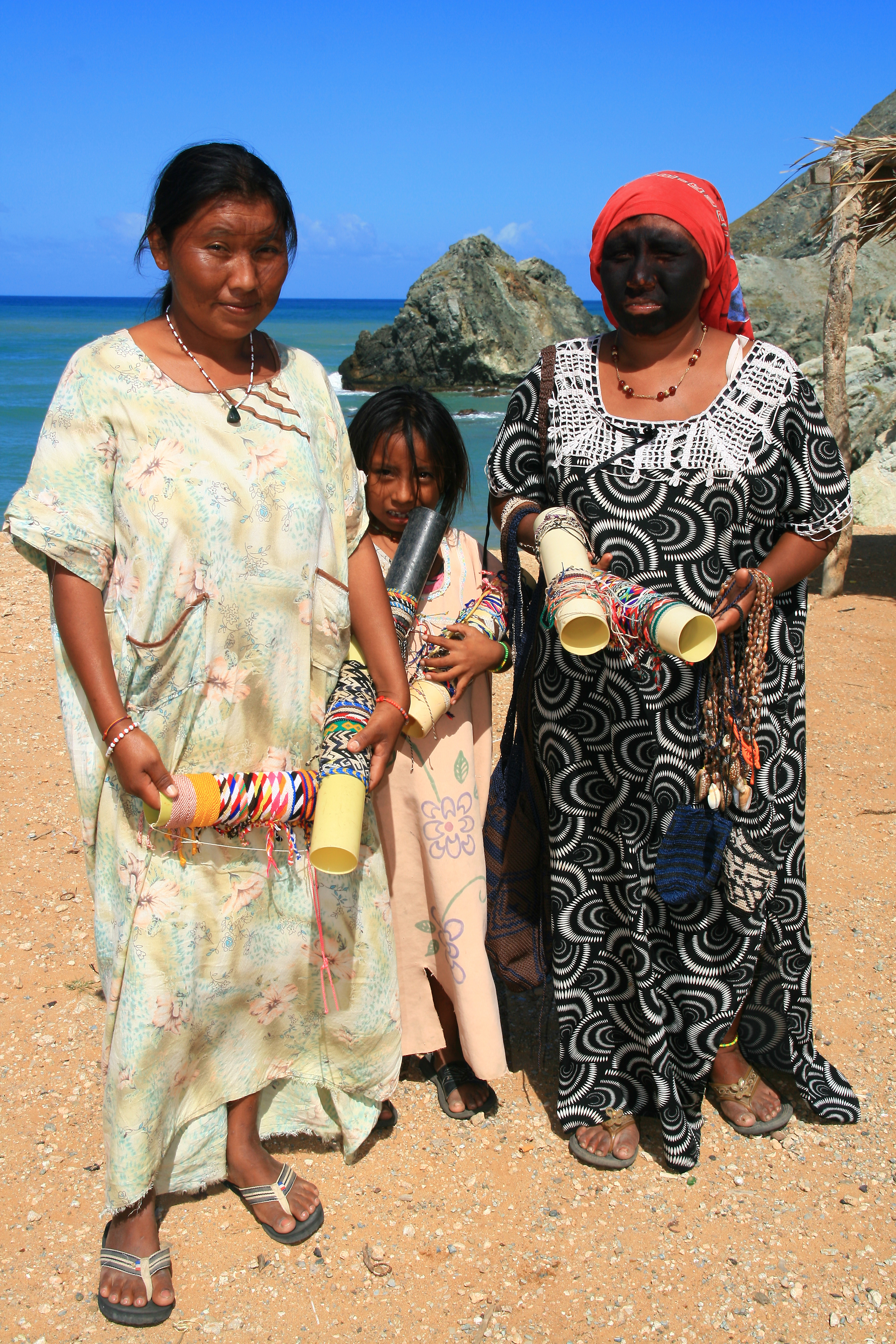
Os Wayuu são o maior grupo indígena da Colômbia e da Venezuela.

Segundo o censo de 1997 na Colômbia, a população Wayuu era de aproximadamente 144.003 indivíduos – representando 20% do total de população ameríndia e 48% da população do Departamento de La Guajira. Os Wayuu ocupam uma área total de 4 171 milha quadradas (11 000 km2) distribuída em aproximadamente dez assentamentos, dos quais oito estão localizados ao sul do Departamento (incluindo um importante denominado Carraipia).
Na Venezuela, a população Wayuu é estimada em 293.777, conforme o censo de 2001, com cerca de 60.000 vivendo na cidade de Maracaibo. Isso torna os Wayuu o maior grupo indígena da Venezuela, representando 57,5% da população ameríndia.
As comunidades Wayuu não estão distribuídas uniformemente nesses territórios, concentrando-se principalmente nas periferias de assentamentos como Nazareth e Jala'ala, nas planícies de Wopu'muin e Uribia, e nos municípios de Maicao e Manaure, onde as densidades populacionais são das mais elevadas na península. Essa distribuição irregular está intimamente relacionada às mudanças sazonais do clima – durante a estação seca, uma proporção significativa da população cruza a fronteira para a Venezuela para trabalhar na cidade de Maracaibo e em seus assentamentos próximos; com o início da estação chuvosa, esses Wayuu tendem a retornar para suas casas do lado Colômbia.
O povo Wayuu refere-se a si mesmo simplesmente como "Wayuu" e não aceita o termo "índio", preferindo "povo". Utilizam os termos Kusina ou "índio" para designar outros grupos étnicos indígenas, enquanto empregam o termo Alijuna (que essencialmente significa "aquele que prejudica") para se referir a forasteiros ou pessoas de ascendência Europa.

## Clãs
As famílias na cultura Wayuu são divididas em clãs, alguns dos quais são:
| CLÃ         | TERRITÓRIO | TRADUÇÃO |
| ----------- | --- | --- |
| Aapushana   | Eirakajaule Jasauwo´u Kanakantui Matuwolu´u Sipano´u Ushuwo´u watchulepu Wolu´u Watkasainru´u Polumolu´u Shooliyuu-kanejeruu | Azedo com algo Terra da praia Intercalado Esquecido Terra do si´iya Terra das panelas Longe da polpa Objeto redondo Dentro do coração da casa Wolunka Machado no chão Esconderijos              |
| Epieyu      | Lumoulein Puuroulepu | Arbustos Onde se sente sonolência |
| Iipuana     | Wo'upanalu'u Puuroulepu | Perto dos olhos Para os pássaros |
| Jayaliyuu   | Kalimiru´u Aralietu´u Uraichein Mekijanao                                                                                    | Dentes de animal Para pastorear Pequeno "curarire" Olhos sem cabeça |
| Jusayuu     | Polujalii Maraalu'u | Cuidado com o machado No alto da terra |
| Pausayuu    | Patsuarui Paluwo'u | Assustado Chegar ao mar |
| Sapuana     | Tuikii Waaleru | Fogo Dentro de ti |
| Tijuana     | Uchali´i Oulemeru´u | Brincar Muito |
| Uliana      | Alainmapu Chawaisu Anuapa´a Pusichipa´a Kaijawou´u Sekuolu´u Uchaispa´a Pulashu´ulia Soulawo´u                               | Todos se reúnem Um sobre o outro Quando se transforma em barco Quando se transforma em morcego Os dentes dos nossos olhos Vindo para cá Indo para lá Tenho mais poder que você Aquele que serra |
| Uliyuu      | Iisho´u | Do Cardeal |
| Uraliyuu    | Aalasu Paluuto´u | Passando Meus olhos são de paus |
| Ulewana     | Iruwo´u | Rosto oliva |
| Walepushana | Ishajiwo ´u Alapuolu ´u | Olhos queimados Olhos mentirosos |
| Walapuana   | Atuairuku | Nutritivo |

## Língua
A Língua Wayuu, chamada wayuunaiki, faz parte da família linguística arawak predominante em diferentes partes do Caribe. Existem pequenas diferenças dialetais na região do La Guajira: as zonas norte, central e sul. A maioria dos jovens fala Espanhol fluentemente, mas compreende a importância de preservar sua língua tradicional.[carece de fontes?]
Para promover a integração cultural e a Educação bilíngue entre os Wayuu e outros colombianos, o Centro Etnoeducativo Kamusuchiwo'u iniciou uma iniciativa para criar o primeiro dicionário ilustrado wayuunaiki-espanhol, espanhol-wayuunaiki.

## Religião e sociedade
A figura central da religião Wayuu é Maleiwa (Deus), criador de tudo, dos Wayuu e fundador da sociedade. Pulowi e Juya, seres espirituais assemelhados a semideuses, formam um casal associado à procriação e à vida, sendo que Pulowi representa a figura feminina relacionada ao vento e às estações secas, enquanto Juya, o masculino, é um nômade e está relacionado à caça, sendo considerado um poderoso assassino. Wanülu representa o espírito maligno das doenças e da morte.
As crianças nascem em casa, assistidas pela sogra ou pela parente feminina mais próxima. Dá‑se prioridade ao bem‑estar do filho, pois as mulheres preferem alimentá‑los primeiro e seguem dietas rigorosas quando a sobrevivência das crianças não está garantida.
A Puberdade não tem grande importância entre os meninos, mas as meninas são submetidas a rituais já aos 12 anos ou quando começam a menstruar, sendo obrigadas a passar por um período de reclusão que pode variar de dois meses até dois anos. As meninas são obrigadas a raspar a cabeça e a descansar em um chinchorro ou grande Rede. Durante esse período, as meninas Wayuu aprendem o que significa ser esposa – grande parte do aprendizado envolve o preparo de alimentos e a arte de crochetar mochilas Wayuu. Além disso, recebem uma dieta vegetariana especial denominada Jaguapi e tomam banhos com frequência.
As mulheres desempenham papéis importantes na sociedade, embora esta não seja exatamente matriarcal. Os Wayuu desejam que suas mulheres sejam sábias e maduras. Quase todos os casamentos tradicionais são arranjados e acompanhados de dote, o qual é repassado aos irmãos e tios maternos. Meninas jovens são prometidas a homens do clã já aos 11 anos, quando estão entrando na idade fértil. A intenção é casá‑las com um homem antes de se correr o risco de uma gravidez fora do casamento ou de um matrimônio sem o devido arranjo, situação que traria grande vergonha social, sobretudo para a honra e credibilidade da família da mulher. Os homens podem ter múltiplas esposas (Poligamia).
Os Wayuu acreditam que o ciclo da vida não termina com a morte, mas que a relação com os ossos persiste. Os enterros são de grande importância. Os parentes dos falecidos agem de forma específica: primeiramente, o corpo é enterrado com os pertences pessoais; após cinco anos, os ossos são exumados, colocados em Cerâmicas ou num chinchorro (Rede), e reenterrados no Clã do Cemitério.